# Kockica
Kockica, poznata i pod imenom Zgrada ministarstava, samostojna je višekatnica izgrađena 1968. godine u Zagrebu za sjedište centralnih komiteta Saveza komunista Hrvatske i Saveza omladine Hrvatske te Glavnog odbora Socijalističkog saveza radnog naroda Hrvatske. Danas su u zgradi smještena Ministarstvo pomorstva, prometa i infrastrukture i Ministarstvo turizma. Zgrada je zaštićena kao kulturno dobro Republike Hrvatske.
Još 1961. raspisan je natječaj za projekt, no na njemu nije dodijeljena prva nagrada, nego dvije druge, od kojih je Ivo Vitić dobio »prvu drugu«, a Boris Čipan i Petar Muličkovski iz Skopja »drugu drugu« nagradu. Zgrada je izgrađena na temelju Vitićeva projekta, ali se realizacija odužila zbog poplave Save 1964. godine. Zbog oblika nalik kocki, Zagrepčani su je spontano počeli nazivati Kockica, dok je službeno ime bilo Zgrada društveno-političkih organizacija.
Umjetničke intervencije u reprezentativnom dijelu zgrade (predvorje, konferencijska dvorana itd.) koordinirao je Raul Goldoni, zadužen i za staklo i za staklene elemente. Tapiseriju je radila Jagoda Buić, metalnu tapiseriju Dušan Džamonja, metalne reljefe Stevan Luketić, mozaike Edo Murtić i Zlatko Prica.

## Vanjske poveznice
|  | Zajednički poslužitelj ima još gradiva o temi Kockica |